# 国際幻想文学賞
国際幻想文学賞(こくさいげんそうぶんがくしょう, International Fantasy Award)は、1951年から1957年にかけて、イギリスのSF大会において選考委員によって、ファンタジーのフィクションとノンフィクションの分野の受賞作が選ばれた文学賞。(ノンフィクション分野は1953年まで)
「国際幻想文学大賞」と呼ぶこともある。

## 受賞作リスト

### フィクション
- 1951年 ジョージ・R・スチュワート『大地は永遠に』(George Stewart "Earth Abides")
- 1952年 ジョン・コリア "Fancies and Goodnights"
- 1953年 クリフォード・D・シマック『都市』 (Clifford D. Simak "City")
- 1954年 シオドア・スタージョン『人間以上』 (Theodore Sturgeon "More Than Human")
- 1955年 エドガー・パングボーン『オブザーバーの鏡』(『観察者の鏡』) (Edgar Pangborn "A Mirror for Observers")
- 1956年 なし
- 1957年 J・R・R・トールキン『指輪物語』 (J. R. R. Tolkien "The Lord of the Rings")

### ノンフィクション
- 1951年 ウィリー・レイ著、チェスリー・ボーンステル画『宇宙の征服』(Willy Ley & Chesley Bonestell "The Conquest of Space")
- 1952年 アーサー・C・クラーク "The Exploration of Space"
- 1953年 ウィリー・レイ、L・スプレイグ・ディ＝キャンプ "Lands Beyond"